# Азерски алфабет
Азерски алфабет или азербејџански алфабет се користи у Азербејџану као латинска абецеда или римска абецеда. Азери (Азербејџанци) су раније користили и ћирилицу и арапско писмо.
У Ирану се арапски алфабет користи за писање азеријског језика. Иако је било неколико напора у вези са стандардизацијом, ортографија и сет писама који се користе веома се разликују од иранских писаца из Азербејџана.

## Историја
Од деветнаестог века настојали су неки интелектуалци да замене арапски алфабет и створе латиницу за Азере (Азербејџанце). Године 1929. совјетски комитет је помогао стварању латинске абецеде у нади да ће нова абецеда поделити Азербејџанце у СССР-у од оних који живе у Ирану. Додатни разлог за подстицање не-арапског писма совјетском режиму био је да се надају да ће транзиција радити на секуларизацији муслиманске културе у Азербејџану и од реформе језичког сценарија, коју су већ у 19. веку предложили азербејџански интелектуалци. Азербејџански религиозни естаблишмент раније је одбијао тврдњу да је арапско писмо, језик Кур'ана, било „свето и да га не треба мењати” Постојао је неки историјски темељ за реформу која је добила огромну подршку на конгресу у Бакуу 1926. године, где је реформа изгласана.
Азербејџански песник Самад Вургун изјавио је: „Азербејџански народ је поносан што је први међу оријенталним народима који су закопали арапски алфабет и усвојио латиницу. Овај догађај је написан златним словима наше историје”. 1926. године уведена је Униформна турска абецеда да би се замениле сорте арапског писма које су се тада користиле. Године 1939. током кампање Црвеног терора, Јосиф Стаљин је наредио да се поново промени азербејџански алфабет који се користи у СССР-у, овај пут на ћириличном писму како би се прекинули односи совјетских Азербејџанаца са народом у Републици Турској.
У исто време када су лидери Совјетског Савеза покушавали да изолују совјетску популацију азербејџанских говорника из суседне популације у Персији и Турској, персијска влада азербејџанске династије Каџар била је збачена од стране Реза Шаха (1925—41) па је убрзо успостављена династија Пахлеви која је забранила објављивање текстова у азери језику.
Када је Совјетски Савез престао да постоји 1991. године а Азербејџан стекао независност, један од првих закона усвојених у новом парламенту био је усвајање новог латиничног писма.
- Од 1929 до 1939 (стари алфабет у латиници):
Aa, Bʙ, Cc, Çç, Dd, Ee, Əə, Ff, Gg, Ƣƣ, Hh, Ii, Ьь, Jj, Kk, Qq, Ll, Mm, Nn, Oo, Ɵɵ, Pp, Rr, Ss, Şş, Tt, Uu, Vv, Xx, Yy, Zz, Ƶƶ
- Од 1939 до 1958 (прва верзија алфабета у ћирилици):
Аа, Бб, Вв, Гг, Ғғ, Дд, Ее, Әә, Жж, Зз, Ии, Йй, Кк, Ҝҝ, Лл, Мм, Нн, Оо, Өө, Пп, Рр, Сс, Тт, Уу, Үү, Фф, Хх, Һһ, Цц, Чч, Ҹҹ, Шш, Ыы, Ээ, Юю, Яя, ʼ
- Од 1958 до 1991 (поједностављена верзија алфабета у ћирилици са словом Ј позајмљеним из латинице):
Аа, Бб, Вв, Гг, Ғғ, Дд, Ее, Әә, Жж, Зз, Ии, Ыы, ј, Кк, Ҝҝ, Лл, Мм, Нн, Оо, Өө, Пп, Рр, Сс, Тт, Уу, Үү, Фф, Хх, Һһ, Чч, Ҹҹ, Шш, ʼ
- Од 1991 до 1992 (прва верзија модерног алфабета у латиници):
Aa, Ää, Bb, Cc, Çç, Dd, Ee, Ff, Gg, Ğğ, Hh, Xx, Iı, İi, Jj, Kk, Qq, Ll, Mm, Nn, Oo, Öö, Pp, Rr, Ss, Şş, Tt, Uu, Üü, Vv, Yy, Zz
- Од 1992 (тренутна верзија алфабета у латиници, замењено слово Ää са словом Əə):
Aa, Bb, Cc, Çç, Dd, Ee, Əə, Ff, Gg, Ğğ, Hh, Xx, Iı, İi, Jj, Kk, Qq, Ll, Mm, Nn, Oo, Öö, Pp, Rr, Ss, Şş, Tt, Uu, Üü, Vv, Yy, Zz

Азербејџански алфабет је иста као турска абецеда, осим за  'Әә' ,  'Xx' , и  'Qq' , слова за звукове који не постоје као посебни фонеми на турском језику. У поређењу са историјским латиничним писмом:  'Ğğ'  заменило је Ƣƣ (који је ћирилично представљала слова Ғғ); слово  'Iı  (који се такође користи на турском) без тачке, заменило је меки знак; тачкасти  İi;  'Јј'  је заменило историјски Ƶƶ;  'Öö'  је заменило слово Ɵɵ;  'Üü'  заменило је слово Үy ;и; и  'Үy'  је заменио историјски Јј.

## Поређење
Следећа табела показује химну Азербејџана на латиници, ћирилици, Јаналифу и на персијско-арапском алфабету.
| 1992— | 1991—1992 | 1958—1991 (још увек се користи у Дагестану) | 1939—1958 | 1933—1939 | 1929—1933 | —1929 (још увек се користи код иранских Азербејџана) |
| Azərbaycan! Azərbaycan! Ey qəhrəman övladın şanlı Vətəni! Səndən ötrü can verməyə cümlə hazırız! Səndən ötrü qan tökməyə cümlə qadiriz! Üçrəngli bayrağınla məsud yaşa! Minlərlə can qurban oldu, Sinən hərbə meydan oldu! Hüququndan keçən əsgər, Hərə bir qəhrəman oldu! Sən olasan gülüstan, Sənə hər an can qurban! Sənə min bir məhəbbət Sinəmdə tutmuş məkan! Namusunu hifz etməyə, Bayrağını yüksəltməyə Namusunu hifz etməyə, Cümlə gənclər müştaqdır! Şanlı Vətən! Şanlı Vətən! Azərbaycan! Azərbaycan! | Azärbaycan! Azärbaycan! Ey qähräman övladın şanlı Vätäni! Sändän ötrü can vermäyä cümlä hazırız! Sändän ötrü qan tökmäyä cümlä qadiriz! Üçrängli bayrağınla mäsud yaşa! Minlärlä can qurban oldu, Sinän härbä meydan oldu! Hüququndan keçän äsgär, Härä bir qähräman oldu! Sän olasan gülüstan, Sänä här an can qurban! Sänä min bir mähäbbät Sinämdä tutmuş mäkan! Namusunu hifz etmäyä, Bayrağını yüksältmäyä Namusunu hifz etmäyä, Cümlä gänclär müştaqdır! Şanlı Vätän! Şanlı Vätän! Azärbaycan! Azärbaycan! | Азәрбајҹан! Азәрбајҹан! Еј гәһрәман өвладын шанлы Вәтәни! Сәндән өтрү ҹан вермәјә ҹүмлә һазырыз! Сәндән өтрү ган төкмәјә ҹүмлә гадириз! Үчрәнҝли бајрағынла мәсуд јаша! Минләрлә ҹан гурбан олду, Синән һәрбә мејдан олду! Һүгугундан кечән әсҝәр, Һәрә бир гәһрәман олду! Сән оласан ҝүлүстан, Сәнә һәр ан ҹан гурбан! Сәнә мин бир мәһәббәт Синәмдә тутмуш мәкан! Намусуну һифз етмәјә, Бајрағыны јүксәлтмәјә Намусуну һифз етмәјә, Ҹүмлә ҝәнҹләр мүштагдыр! Шанлы Вәтән! Шанлы Вәтән! Азәрбајҹан! Азәрбајҹан! | Азәрбайҹан! Азәрбайҹан! Эй гәһрәман өвладын шанлы Вәтәни! Сәндән өтрү ҹан вермәйә ҹүмлә һазырыз! Сәндән өтрү ган төкмәйә ҹүмлә гадириз! Үчрәнҝли байрағынла мәсуд яша! Минләрлә ҹан гурбан олду, Синән һәрбә мейдан олду! Һүгугундан кечән әсҝәр, Һәрә бир гәһрәман олду! Сән оласан ҝүлүстан, Сәнә һәр ан ҹан гурбан! Сәнә мин бир мәһәббәт Синәмдә тутмуш мәкан! Намусуну һифз этмәйә, Байрағыны йүксәлтмәйә Намусуну һифз этмәйә, Ҹүмлә ҝәнҹләр мүштагдыр! Шанлы Вәтән! Шанлы Вәтән! Азәрбайҹан! Азәрбайҹан! | Azərʙajçan! Azərʙajçan! Ej qəhrəman ɵvladьn şanlь Vətəni! Səndən ɵtry çan verməjə çymlə hazьrьz! Səndən ɵtry qan tɵkməjə çymlə qadiriz! Ycrəngli ʙajraƣьnla məsud jaşa! Minlərlə çan qurʙan oldu, Sinən hərʙə mejdan oldu! Hyququndan kecən əsgər, Hərə ʙir qəhrəman oldu! Sən olasan gylystan, Sənə hər an çan qurʙan! Sənə min ʙir məhəʙʙət Sinəmdə tutmuş məkan! Namusunu hifz etməjə, Bajraƣьnь jyksəltməjə Namusunu hifz etməjə, Çymlə gənçlər myştaqdьr! Şanlь Vətən! Şanlь Vətən! Azərʙajçan! Azərʙajçan! | Azərbajcan! Azərbajcan! Ej kəhrəman ɵvladn ɜanl Vətəni! Səndən ɵtru can verməjə cumlə hazrz! Səndən ɵtru kan tɵkməjə cumlə kadiriz! Uçrənƣli bajragnla məsyd jaɜa! Uçrənƣli bajragnla məsyd jaɜa! Minlərlə can kyrban oldy, Sinən hərbə mejdan oldy! Hukykyndan keçən əsƣər, Hərə bir kəhrəman oldy! Sən olasan ƣulustan, Sənə hər an can kyrban! Sənə min bir məhəbbət Sinəmdə tytmyɜ məkan! Namysyny hifz etməjə, Bajragn juksəltməjə Namysyny hifz etməjə, Cumlə ƣənclər muɜtakdr! Ɜanl Vətən! ɜanl Vətən! Azərbajcan! Azərbajcan! | !آذربایجان! آذربایجان ای قهرمان اولادین شانلی وطنی سندن اوترو جان ورمه‌یه جومله حاضریز سندن اوتروقان توکمه‌یه جومله قادیریز !اوچ رنگلی بایراقین‌لا مسعود یاشا مینلرله جان قوربان اولدو !سینن حربه میدان اولدو حقوقوندان کچن عسکر !هره بیر قهرمان اولدو !سن اولاسان گولوستان !سنه هرآن جان قوربان سنه مین بیر محبت !سینه‌مده توتموش مکان ناموسونو حیفظ اتمه‌یه بایراقینی یوکسلتمه‌یه ناموسونو حیفظ اتمه‌یه جومله گنجلر موشتاقدیر !شانلی وطن! شانلی وطن !آذربایجان! آذربایجان |

## Транслитерација
Сваки алфабет, арапски, латински и ћирилични, имају различите редове слова. Доња табела показује редове слова:
| Арапски алфабет | Ћирилица  | Ћирилица  | Латиница                                                                            | Латиница  | Латиница  | Латиница | IPA |
| —1929           | 1939—1958 | 1958—1991 | 1922—1933                                                                           | 1933—1939 | 1991—1992 | 1992—    | IPA |
| --------------- | --------- | --------- | ----------------------------------------------------------------------------------- | --------- | --------- | -------- | --- |
| ا               | А а       | А а       | A a                                                                                 | A a       | A a       | A a      |     |
| ب               | Б б       | Б б       | B b                                                                                 | B ʙ       | B b       | B b      |     |
| ج               | Ҹ ҹ       | Ҹ ҹ       | C c                                                                                 | Ç ç       | C c       | C c      |     |
| چ               | Ч ч       | Ч ч       | Ç ç                                                                                 | C c       | Ç ç       | Ç ç      |     |
| د               | Д д       | Д д       | D d                                                                                 | D d       | D d       | D d      |     |
| ئ               | Е е       | Е е       | E e                                                                                 | E e       | E e       | E e      |     |
| أ               | Ә ә       | Ә ә       | Ə ə                                                                                 | Ə ə       | Ä ä       | Ə ə      |     |
| ف               | Ф ф       | Ф ф       | F f                                                                                 | F f       | F f       | F f      |     |
| گ               | Ҝ ҝ       | Ҝ ҝ       | Ƣ ƣ                                                                                 | G g       | G g       | G g      |     |
| غ               | Ғ ғ       | Ғ ғ       | G g                                                                                 | Ƣ ƣ       | Ğ ğ       | Ğ ğ      |     |
| ح,‎ ه            | Һ һ       | Һ һ       | H h                                                                                 | H h       | H h       | H h      |     |
| خ               | Х х       | Х х       | X x                                                                                 | X x       | X x       | X x      |     |
| ؽ               | Ы ы       | Ы ы       | Latin capital letter I with descender · Latin small letter dotless I with descender | Ь ь       | I ı       | I ı      |     |
| ی               | И и       | И и       | I i                                                                                 | I i       | İ i       | İ i      |     |
| ژ               | Ж ж       | Ж ж       | Ƶ ƶ                                                                                 | Ƶ ƶ       | J j       | J j      |     |
| ک               | К к       | К к       | Q q                                                                                 | K k       | K k       | K k      |     |
| ق               | Г г       | Г г       | K k                                                                                 | Q q       | Q q       | Q q      |     |
| ل               | Л л       | Л л       | L l                                                                                 | L l       | L l       | L l      |     |
| م               | М м       | М м       | M m                                                                                 | M m       | M m       | M m      |     |
| ن               | Н н       | Н н       | N n                                                                                 | N n       | N n       | N n      |     |
| ۇ               | О о       | О о       | O o                                                                                 | O o       | O o       | O o      |     |
| ؤ               | Ө ө       | Ө ө       | Ɵ ɵ                                                                                 | Ɵ ɵ       | Ö ö       | Ö ö      |     |
| پ               | П п       | П п       | P p                                                                                 | P p       | P p       | P p      |     |
| ر               | Р р       | Р р       | R r                                                                                 | R r       | R r       | R r      |     |
| ث,‎ س,‎ ص         | С с       | С с       | S s                                                                                 | S s       | S s       | S s      |     |
| ش               | Ш ш       | Ш ш       | Ɜ ɜ                                                                                 | Ş ş       | Ş ş       | Ş ş      |     |
| ت,‎ ط            | Т т       | Т т       | T t                                                                                 | T t       | T t       | T t      |     |
| و               | У у       | У у       | Y y                                                                                 | U u       | U u       | U u      |     |
| ۆ               | Ү ү       | Ү ү       | U u                                                                                 | Y y       | Ü ü       | Ü ü      |     |
| ۏ               | В в       | В в       | V v                                                                                 | V v       | V v       | V v      |     |
| ی               | Й й       | Ј ј       | J j                                                                                 | J j       | Y y       | Y y      |     |
| یا              | Я я       | ЈА jа     | ЈА ја                                                                               | ЈА ја     | YA ya     | YA ya    |     |
| یئ              | Е е1      | ЈЕ је     | ЈE јe                                                                               | ЈE јe     | YE ye     | YE ye    |     |
| ائ              | Э э1      | Е е       | E e                                                                                 | E e       | E e       | E e      |     |
| یۇ              | Йо йо     | ЈО јо     | ЈO јo                                                                               | ЈO јo     | YO yo     | YO yo    |     |
| یو              | Ю ю       | ЈУ ју     | JY jy                                                                               | ЈU јu     | YU yu     | YU yu    |     |
| ذ,‎ ز,‎ ض,‎ ظ      | З з       | З з       | Z z                                                                                 | Z z       | Z z       | Z z      |     |